# Губерац, Ивица
Ивица Губерац (словен. Ivica Guberac; род. 5 июля 1988) — словенский футболист, нападающий клуба «Копер».

## Биография
Ивица Губерац начал свою профессиональную карьеру в 2005 году в словенском клубе «Копер», позже переехал на Кипр в клуб «Арис» из Лимасола. 31 января 2016 года подписал 1,5-летний контракт с российским клубом «Химки» из одноимённого города.